# Sayala
Sayala, ook Seyala of Ṣaiyāla was een oud nederzettingsgebied en archeologische site aan beide zijden van de Nijl in wat nu het zuiden van Egypte is. De oudste vondsten kwamen uit de graven van een grote nederzetting van de A-groepcultuur uit het 4e millennium voor Christus. Verschillende begraafplaatsen en wooncomplexen dateren van de C-groepcultuur en de Romeinse tijd tot de 4e eeuw na Christus. Het daarna, vanaf de 6e eeuw, door de christelijke bevolking ontwikkelde en versterkte dorp met twee kerkgebouwen werd in de 12e eeuw verlaten. De laatste opgravingen vonden plaats in 1965, kort voordat de locatie verzonk in het stijgende Nassermeer.

## Ligging
Sayala lag in Neder-Nubië tussen de 1e en 2e cataract, ten noorden van Abu Simbel en ongeveer 130 kilometer ten zuiden van Aswan. Wadi Allaqi, dat een paar kilometer naar het noorden uitmondt in de Nijlvallei, was in de oudheid een belangrijke handelsroute naar de Rode Zee. De christelijke nederzetting breidde zich direct vanaf de westelijke oever van de Nijl uit naar de ongeveer 20 meter hoge steile helling naar de zandwoestijnvlakte erboven. 2,2 kilometer naar het zuiden lag het moderne Nubische dorp Nag' esh-Shēma, waarnaar de christelijke opgravingslocatie ook wel wordt vernoemd. Tot het Sayala-nederzettingsgebied behoorden meerdere dorpen in een 15 kilometer lang deel van het Nijldal. De verschillende begraafplaatsen, die over een periode van enkele millennia werden gebruikt, werden aan weerszijden van de Nijl aangelegd in het zanderige achterland op enige afstand van de vruchtbare kustzone. In het noorden grensde het  Sayala-gebied aan de middeleeuwse christelijke nederzetting Ikhmindi.

## Onderzoek
Sayala werd in 1910-11 voor het eerst archeologisch onderzocht door Cecil Mallaby Firth, en vermeld in zijn rapport van 1927. Ugo Monneret de Villard voerde in het begin van de jaren dertig opgravingen uit in Neder-Nubië in opdracht van de Service des antiquités de l'Égypte en met de steun van het Italiaanse ministerie van Buitenlandse Zaken. In de jaren  1960 onderzocht een team van de Oostenrijkse Academie van Wetenschappen, waaronder aanvankelijk Karl Kromer, Manfred Bietak, Reinhold Engelmayer en Peter Gschaider, het Sayala-gebied als onderdeel van de UNESCO-reddingsoperatie in verband met de bouw van de Aswandam. De vijfde opgravingscampagne, waaraan ook Johann Jungwirth deelnam, vond plaats in 1965 onder leiding van Manfred Bietak. De vondsten uit de christelijke tijd werden tussen 1980 en 1986 door Mario Schwarz bewerkt en in 1987 gepubliceerd. Van 1998 tot 2001 leidde hij een onderzoeksproject om de rotstekeningen van Sayala te bestuderen.

## Oudheid

### A-Groep

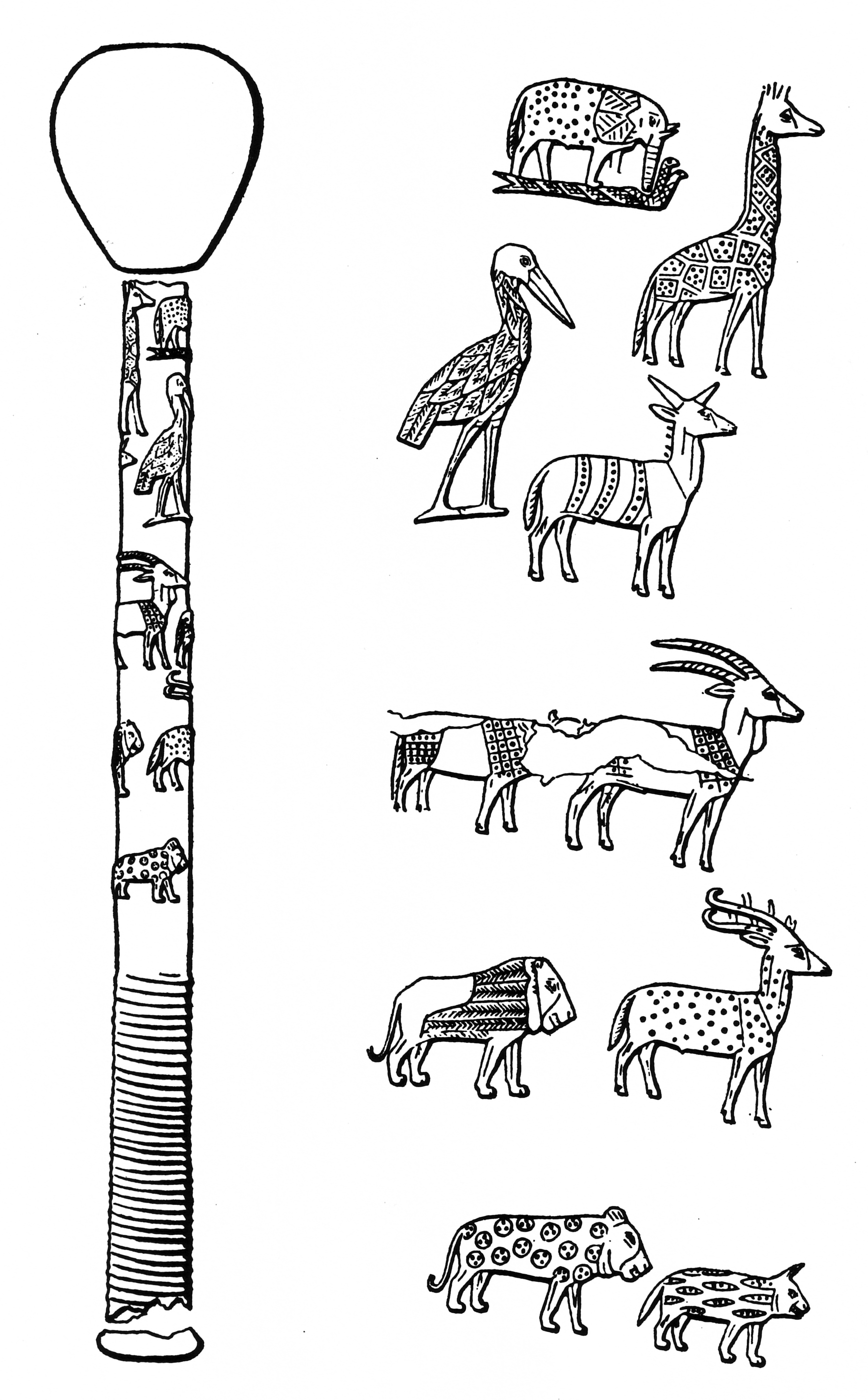
Sayala-knots, proto-dynastieke periode

In Sayala bevond zich de oudste rotstempel  van Nubië, een heiligdom uit de tijd van de A-groep, welke teruggaat  tot ongeveer 3.700-3.250 voor Christus. De Egyptische grottempels (speos) hebben hier hun wortels. Het nederzettingsgebied van de A-groep omvatte een gebied rond de eerste cataract van ongeveer 10 kilometer ten noorden van Aswan tot Sayala in het zuiden. De graven die werden gevonden op de begraafplaatsen van Sayala en Qustul, de twee machtscentra van het A-groeptijdperk, hadden min  of  meer rechthoekige of ovale kuilen waarin de overledene gehurkt op een mat werd geplaatst. Een stenen plaat sloot de grafkamer van boven af. Op begraafplaats A137 werd een graf met ongewoon rijke geschenken blootgelegd, met uit Egypte geïmporteerde vergulde knotsen (symbolen van waardigheid) waaronder de zogenaamde Sayala-knots, en waarin waarschijnlijk de heerser van een lokaal rijk werd begraven. De grafvondsten documenteren de handel met de Egyptische Naqadacultuur.

### C-Groep
De vroegste woningen van de C-groepcultuur (Ballana-fase) uit de eindfase van het Oude Rijk hadden blijkbaar een middenpaal of muren van verticale palen die rustten op in de grond gegraven funderingsstenen. Vanaf ongeveer 1.600 v.Chr. ontstonden hieruit dorpen met het karakter van een vesting. De twee overgebleven nederzettingsgebieden van de vroege C-groep in Sayala en Aniba waren omgeven door ovale muren, waarbinnen verschillende functionele gebieden konden worden geïdentificeerd. Bij een nederzettingsgebied leidde de ingang aan de oostzijde via een open ruimte naar een afgebakend woongedeelte in het noorden, waarin zich vier ronde hutten met een vloeroppervlak van vier tot vijf vierkante meter bevonden. De funderingsmuren bestonden uit met leem bevestigde veldstenen, die als een tent waren overdekt met matten of dierenhuiden. Vergelijkbare woningen bevonden zich in het gebied buiten de omheining. Zowel in het woongedeelte als binnen de zuidelijke ommuring werden open vuurplaatsen aangetroffen. Het westelijke vrije derde deel diende mogelijk als een stal voor vee.
Aan de westkant van de Nijl  bevonden zich in het woestijnzand achter de meest noordelijke huizen van het christelijke dorp eenvoudige graven uit de late C-groepcultuur. Ze waren aan de oppervlakte herkenbaar aan een ring van breukstenen en verkeerden in een slechte staat, aangezien een groot deel van de stenen was hergebruikt voor huizenbouw.

### Pangrafcultuur
Een speciaal type graf dat in Nubië bij Sayala, Aniba en op plaatsen in Wadi Allaqi gevonden wordt staat bekend als pan-graf, waarnaar de pangrafcultuur is vernoemd. Dragers van deze cultuur waren Koesjitische nomaden uit de oostelijke woestijn, die door de Egyptenaren Medjay werden genoemd. Vanaf het Nieuwe Rijk werden ze ingehuurd als huurlingen in Egypte en voerden ze surveillance-taken uit. In de vlakke graven, aan de oppervlakte gemarkeerd door een stenen cirkel, lagen de doden gehurkt aan de rechterkant met hun hoofden naar het noorden en het westen gericht of met hun hoofden naar het oosten en het zuiden gericht. De één meter grote ronde tombes met een buisvormig uiteinde doen denken aan een koekenpan met handvat.

### Meroitische tijd
Onder Ptolemaeus VI (r. 180-145 v.Chr.) breidde de Egyptische heerschappij zich uit tot de 2e cataract. In de 1e eeuw voor Christus was het gebied in Meroitische handen. De Egyptische grens lag bij het eiland Philae ten zuiden van Aswan, toen 25-24 v.Chr. de Romeinse prefect Publius Petronius een campagne tegen het Meroitische rijk leidde.
In de 1e eeuw na Christus bereikte het Meroitische Neder-Nubië haar hoogste bevolkingsdichtheid. De sedentaire bewoners intensiveerden de landbouw, die tot de 4e eeuw de economische basis werd, door de velden te irrigeren met tredmolens. De intensieve handel met Egypte en de rijken in het zuiden zorgde ook voor welvaart. uit het einde van de 3e eeuw dateert een gebouwencomplex in Sayala, waarvan de halfopen kamers bekend staan als "wijntavernes". Langs de muren stonden Stenen banken opgesteld, en stenen tafels in het midden. De kleine aangrenzende kamers waren vooraadskamers of dienden mogelijk als bordelen.
In de vroege jaren 1960 onderzocht Manfred Bietak in meerdere fasen drie begraafplaatsen uit de 3e en 4e eeuw na Christus op de oostelijke oever, en rotsspleetgraven aan de westoever ten noorden van het christelijke dorp. Bij de laatste opgraving van de begraafplaats C-III aan de oostelijke oever, die in de herfst van 1965 vanwege het gestaag stijgende water al op een eiland lag, en van begraafplaats N aan de westelijke oever, werden de resten van 218 menselijke skeletten geborgen. De begraafplaats had de vorm van een ovale grafheuvel, waarbij de afzonderlijke grafkamers niet naar een bepaalde windrichting georiënteerd waren. Deze waren opgestapeld uit breukstenen en gedeeltelijk bedekt met een grotere stenen plaat. Daarna werd het graf bedekt met zand en kleine stenen. De grafkamers van de andere twee begraafplaatsen op de oostoever, C-I en C-II, werden op een gelijkaardige manier op de grond gebouwd en vervolgens afgedekt. Behalve potscherven werden er relatief weinig grafgiften gevonden. Onderzoek aan de skeletten toonde dat veel van de overledenen op gewelddadige wijze moeten zijn omgekomen, door steekwonden of schedelbreuken. Vermoedelijk werden op de drie Meroitische begraafplaatsen op de oostoever de gesneuvelden in de strijd tegen de Egyptenaren op de meest eenvoudige manier begraven.

### Nobatische periode
In de post-Meroitische periode was de sedentaire bevolking over het algemeen gekrompen, maar Sayala bleef een van de grootste nederzettingen. Amforen gevonden in totaal 19 wijntavernes hadden een geribbelde decoratie en werden samen met hun inhoud uit Egypte geïmporteerd. Een Eastern Desert Ware genaamd handgevormd aardewerk, samen met gedraaid aardewerk uit de 4e tot 6e eeuw, wijdverspreid van de Nijl tot aan de Rode Zee, wordt geassocieerd met de nomadische bevolking der Blemmyes. De wijntavernes van Sayla behoren, net als een gebouw met dezelfde functie in Qasr Ibrim, tot de bekendste plaatsen in Nubië waar tijdens de op de Meroitische periode volgende Nobatische periode (4e tot 6e eeuw) uit Egypte geïmporteerde wijn werd geconsumeerd.

## Christelijke periode
De oudste gebouwen van de christelijke nederzetting dateren uit de 6e-7e eeuw. De woningen werden veelal naast elkaar gebouwd. Bronzen olielampen, cosmeticadozen en geïmporteerd aardewerk duiden op een relatief hoge levensstandaard. De  9e-eeuwse omringende muur kan tot de oever van de rivier worden gevolgd. Van daaruit strekte ze zich ongeveer 50 meter de helling omhoog, en vormde een vierhoek van meer dan 80 meter aan de oever en ongeveer 65 meter lengte aan de bovenkant. De fortificaties waren mogelijk ter bescherming tegen de Arabieren die rond 870 de oude goudmijnen in Wadi Allaqi opnieuw begonnen te exploiteren en een bedreiging vormden voor de bewoners.
De centrale nederzetting H binnen de muren onderging in de 9e eeuw ook tal van veranderingen. Oudere huisresten werden verwijderd en vervangen door een dichtere bebouwing. Een steeg leidde vanaf de Nijl recht de heuvel op naar de kerk, en ontsloot de huizen die zich aan beide zijden tegen de helling uitstrekten. De gebouwen bezaten breukstenen muren en waren bedekt met de gebruikelijke Nubische tongewelven van leemsteen. De leemstenen bestonden uit nijlslib en maten 32 × 16 × 8 centimeter. Tot vier leefhorizonten duiden op een lange periode van bewoning. De vloeren van de laatste laag waren zo vaak opgehoogd dat de ruimte tot het plafond zo laag was geworden dat de kamers alleen nog als veeschuur konden worden gebruikt.
In het midden aan de bovenste lange zijde van de omringende muur stond kerk I. Ongeveer 100 meter ten zuidwesten buiten de nederzetting stond een andere kerk in het open veld. Ten zuiden van deze kerk J werd een christelijke begraafplaats met 13 graven blootgelegd. Een van de grafstenen droeg een Koptische inscriptie uit de 9e eeuw.
100 meter ten noorden van kerk I was begraafplaats K, die 90 graven met 128 begravingen bevatte. De oudste gevonden grafgiften waren laat-Meroitische drinkschalen uit de 5e eeuw, die overeenkwamen met die van de wijk met de wijntavernes. Kruisen duiden op een bewoning in christelijke tijden. Overblijfselen uit de 5e eeuw ten noorden van de begraafplaats zijn mogelijk afkomstig van een goudwasserij. Dit zou de Arabische naam van de moderne nederzetting Nag' el-Sheima verklaren, die afgeleid zou kunnen zijn van shima of shēma. In de oudheid werd de meervoudsvorm shiyam gebruikt om edelsteenmijnen te beschrijven.

### Kerk I
Vanaf de 9e eeuw werd kerk I met zijn westelijke muur in de stadsmuur opgenomen. Het gebouw was waarschijnlijk vóór het midden van de 8e eeuw opgetrokken boven de nederzetting H, zo dicht bij de rand van het rotsplateau dat de grond voor het oostelijke deel moest worden verhoogd. De driebeukige pilaarbasiliek had vier traveeën in beide muren van het middenschip, en een halfronde apsis in het oosten met twee zij-apsiden. Deze waren vanaf de zijbeuken toegankelijk via deuren aan de buitenmuren en waren oorspronkelijk met elkaar verbonden via een smalle gang achter de apsis langs de rechte oostmuur. Dit deel is later door een rotsbreuk ingestort. De middelste en zuidelijke zijkamer aan de westelijke muur waren open naar de gebedsruimte (naos), in de noordwestelijke kamer leidde een trap naar het dak. Alle drie de schepen waren bedekt met tongewelven. Het koor (in de Koptische kerk Haikal) voor de apsis werd door een muur van 70 centimeter hoog van de gebedsruimte van de gemeenschap (ḥiǧāb) gescheiden.
De buitenmuren bestonden bijna overal uit breukstenen tot aan de gewelfsteun. De pilaren bestonden gedeeltelijk en de gewelven geheel uit leemstenen. Het formaat hiervan kwam overeen met de laatste bouwfase voor de ingrijpende renovatie van de woongebouwen in nederzetting H. De binnenwanden werden bedekt met een dunne laag kleipleister, waarop meerdere lagen schilderingen warenaangebracht. De datering ervan  is mogelijk door de stijlen van de verflagen te vergelijken. De oudste fresco's lijken op de oudste laag in de narthex van de kathedraal van Faras (begin 8e eeuw) en de schilderingen in de centrale kerk van Abdallah Nirqi (op de westelijke oever van de Nijl, 3,5 kilometer ten oosten van Abu Simbel) uit de tweede helft van de 8e eeuw.
Rond 1000 na Christus werd het trappenhuis herbouwd en de muren op sommige plaatsen in het schip overschilderd. In 1964/65 hebben Oostenrijkse archeologen verschillende fragmenten van de schilderijen teruggevonden. Na de restauratie toont één scène de aartsengel Michaël die zijn vleugels spreidt over enkele mannen, op één na met een donkere huid waarvan één met baard. De stijl komt overeen met schilderijen in de noordelijke zijbeuk van de kathedraal van Faras uit de 11e eeuw en een afbeelding van bisschop Marianos daar in de zuidelijke aangrenzende apsis, gemaakt rond 1007. Een andere gerestaureerde scène toont een schip dat wordt geroeid door engelen. Daarachter zijn donkere mannen met een aureool. Het schip heeft gestreepte zeilen en fenders aan de romp.
Van een grote muurschildering in de narthex is slechts een fragment bewaard gebleven. Dit toont een heilige met een lichte 
huid in frontale positie. In zijn linkerhand draagt hij een boek met een sierlijke omslag. Door de Stijl te vergelijken met de schilderingen van Faras en Abdallah Nirqi resulteerde men dat alle drie rond 1000 na Christus gemaakt zijn.
Het einde van de nederzetting in de 12e eeuw is waarschijnlijk met geweld tot stand gebracht. Liturgische voorwerpen lijken  haastig verborgen te zijn. Een deel van de schade in de kerk kan het gevolg zijn van gevechten, het afgebeelde hoofd van een heilige werd bijvoorbeeld uit de muur geslagen.

### Kerk  J
De driebeukige pijlerbasiliek met elk vijf traveeën op de twee muren van het middenschip, die zich buiten de ommuurde stad bevond, dateert vermoedelijk uit de 9e eeuw. Het gebouw was 12,5 x 9,5 meter groot. Het koor was rechthoekig, de oostelijke muur recht, en er was geen doorgang achter de apsis. Ook de zijkamers in het westen en de toegang tot het dak ontbraken. In het middenschip werden resten van een preekstoel gevonden. De buitenmuren waren gemaakt van breuksteen, de arcadewanden en tongewelven van leemstenen. In het puin lag een zandstenen bovendorpel met kruisen in halfreliëf, een stenen bak en een leeuwenkop. te oordelen naar de geringe sporen was het koorscherm (iǧāb) van hout.

### Kluizenarij
Ten zuiden van het dorp, op site E tussen de moderne dorpen Nag' Bentikol en Umm Shik, staat een gebouw dat als een kluizenarij is uitgelegd. Het bestond uit vier kleine, aangrenzende kamers waarin dezelfde gebruiksvoorwerpen werden gevonden: voorraadpotten met etensresten, kookgerei, raspstenen en vuurkorven. In drie kamers was één kant van de muur ingestort, in de vierde was de omgevallen stenen muur op de vloer bewaard gebleven. Te zien was dat deze kamer, en waarschijnlijk dus ook de andere, geen toegangsdeur had. Er was alleen een doorgeefluik nabij de vloer en een klein raam hoog in de muur. Blijkbaar hadden heremieten zich hier ingesloten. Verschillende niveaus van de leemvloer laten zien dat gedurende een bepaalde periode meermaals monniken in de kamers woonden. Het met de pottenbakkersschijf vervaardigde aardewerk is gedateert van vóór 750 AD. In Egypte zijn volgens archeologisch onderzoek verder geen cellen bekend waarin monniken werden ingemetseld, Sayala is de enige bewezen plek in Nubië.